# Отто фон Шрадер
Отто фон Шрадер (нім. Otto von Schrader; 18 березня 1888, Лик, Німецька імперія — 19 липня 1945, Берген, Норвегія) — німецький військовий діяч, адмірал крігсмаріне. Кавалер Лицарського хреста Залізного хреста. 

## Біографія
1 квітня 1906 року  поступив на службу кадетом в Імперський ВМФ. Учасник Першої світової війни. З 4 вересня 1914 до 31 березня 1916 року -—офіцер Османських ВМС, служив при командуванні торпедних катерів на Босфорі. Після цього повернувся в Німеччині, пройшов курси підводника і 18 серпня 1916 року поступив на службу в підводний флот. Був командиром підводних човнів SM UB 28, SM UB 35, SM UC 31, SM UB 64 и SM U 53. Після війни продовжив службу в рейхсмаріне.
З 9 квітня 1940 року і до кінця Другої світової війни — командир німецьких частин на західному узбережжі Норвегії. 30 листопада 1943 року за наказом Шрадера всупереч нормам міжнародного права розстріляли 7 норвезьких моряків, членів екіпажів торпедних катерів, оскільки Шрадер вважав їх британськими командос. Після війни керував поверненням німецьких військ на батьківщину. 17 липня 1945 року заарештований і через 2 дні покінчив життя самогубством в норвезькому полоні.

## Звання
- Кадет (1 квітня 1906)
- Фенріх-цур-зее (6 квітня 1907)
- Лейтенант-цур-зее (30 вересня 1909)
- Оберлейтенант-цур-зее (19 вересня 1912)
- Капітан-лейтенант (26 квітня 1917)
- Корветтен-капітан (1 квітня 1926)
- Фрегаттен-капітан (1 лютого 1931)
- Капітан-цур-зее (1 квітня 1933)
- Контрадмірал (1 квітня 1937)
- Віцеадмірал (1 листопада 1939)
- Адмірал (1 березня 1942)

## Нагороди

### Перша світова війна
- Залізний хрест
  - 2-го класу (жовтень 1914)
  - 1-го класу (27 січня 1916)
- Орден «За військові заслуги» (Болгарія) 5-го ступеня з короною (16 вересня 1916)
- Срібна медаль «Ліакат» з шаблями (Османська імперія)
- Срібна медаль «Імтияз» з шаблями (Османська імперія)

### Міжвоєнний період
- Сілезький Орел 2-го і 1-го ступеня
- Хрест Левенфельда 2-го і 1-го класу
- Ганзейський Хрест (Гамбург; 5 березня 1922)
- Лицарський хрест ордена дому Гогенцоллернів з мечами (5 березня 1922)
- Орден Святого Йоанна (Бранденбург), почесний лицар (20 листопада 1926)
- Нагрудний знак підводника (1918) (20 листопада 1926)
- Військова медаль (Османська імперія) (20 листопада 1926)
- Почесний хрест ветерана війни з мечами (4 грудня 1934)
- Медаль «За вислугу років у Вермахті» 4-го, 3-го, 2-го і 1-го класу (25 років; 2 жовтня 1936) — отримав 4 медалі одночасно.
- Орден Заслуг (Угорщина), командорський хрест (18 січня 1939)
- Медаль «У пам'ять 1 жовтня 1938»

### Друга світова війна
- Застібка до Залізного хреста
  - 2-го класу (19 жовтня 1939)
  - 1-го класу (5 травня 1940)
- Німецький хрест в золоті (20 листопада 1941)
- Нагрудний знак мінних тральщиків (17 червня 1943)
- Лицарський хрест Залізного хреста (19 серпня 1943)